# Bildäck (sjöfart)

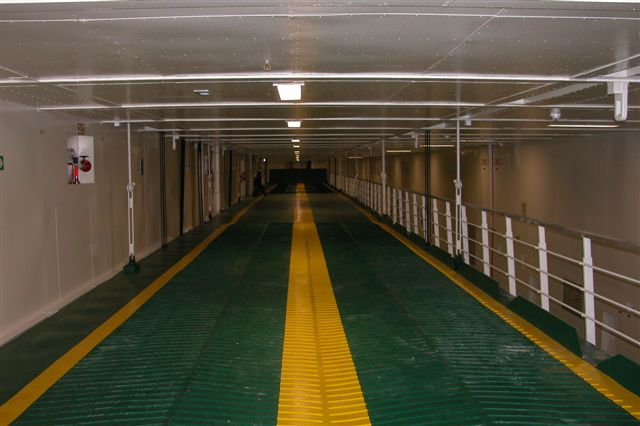
Inne på bildäcket ombord på M/S Smyril

Bildäck är ett däck på ett färja eller ett ro-ro-fartyg för transport av motorfordon, såsom bussar, lastbilar, långtradare, påhängsvagnar med containrar, personbilar och motorcyklar. När bildäcken lastas är de anslutna till kajer med ramper. Bildäck ligger ofta placerade på en lägre nivå i en färja. På vissa fartyg finns det mer än ett lastplan. Vissa plan går att förställa i höjd. Utgångar namngivna efter bokstäver eller siffror leder till trappor eller hissar för att nå andra utrymmen i fartyget.